# Pseudoeurycea mixteca
Pseudoeurycea mixteca är en groddjursart som beskrevs av Luis Canseco-Márquez och Gutiérrez-Mayén 2005. Pseudoeurycea mixteca ingår i släktet Pseudoeurycea och familjen lunglösa salamandrar. IUCN kategoriserar arten globalt som livskraftig. Inga underarter finns listade i Catalogue of Life.